# Jesolo Rugby
Lo Jesolo Rugby è un club rugbistico italiano con sede a Jesolo (VE).
Milita per la stagione 2011/12 nel campionato nazionale di serie B. 
Nella stagione 2013/14 il club ritira la squadra senior mantenendo le giovanili.

## La storia dello Jesolo Rugby

### La Fondazione e i primi anni
Nel marzo del 1987 viene fondata l'Associazione Sportiva Rugby Jesolo da un gruppo di appassionati, per la maggior parte ex giocatori delle squadre della zona. Lo Jesolo Rugby nasce per diffondere lo sport nella città di Jesolo e per dare la possibilità di praticarlo per chi non aveva possibilità di andare a giocare nelle altre associazioni del Basso Piave.
Il Presidente Vincenzo Taboga e il segretario Artemio Pasqual iscrissero lo Jesolo per la stagione sportiva 1987/1988 al campionato di serie C/2 del Triveneto, con Alberto Zabotto (ex giocatore del San Donà) come allenatore. 
All'inizio la squadra era composta da giocatori che un tempo militavano ad alti livelli, ma con il passare delle stagioni comincia ad essere sempre maggiore la presenza di giocatori jesolani.
Vennero anche formate le categorie dall'under 11 alla 17. Nel 1992 l'operato della società si fermò a causa dell'indisponibilità del campo di gioco.

### Il Ritorno
Dopo breve tempo il campo da gioco venne nuovamente dato in uso alla società grazie all'intervento dell'amministrazione comunale. Ci fu una riorganizzazione interna, che vide come nuovo Presidente Mauro Martinello, già consigliere nel periodo precedente, segretario Angelo Fregonese e vicepresidente Zabotto. Si decise di non formare subito la prima squadra, ma di organizzare prima le categorie giovanili che poi crescendo l'avrebbero formata.
Venne quindi iscritta l'under 10 al campionato. Col passare degli anni le categorie giovanili cominciarono a classificarsi bene ai tornei e memorial fino ad arrivare alla vittoria di un campionato del CIV. Tutto questo grazie alla collaborazione con società come il Venezia-Mestre e il Lemene. Ci fu anche un grande aiuto da imprenditori della zona.
Nella stagione 2007-2008 lo Jesolo contava più 120 iscritti nelle categorie dall'under 7 alla 19 e una cinquantina di tesserati nella squadra seniors.

## Prima Squadra
Nella stagione 2006-2007 i primi prodotti del vivaio Jesolano, molti dei quali componenti della prima squadra under 10 iscritta dalla società alla ripresa delle attività sportive, erano pronti a giocare nella categoria seniores. Con l'aiuto di ex giocatori, provenienti prevalentemente dal San Donà, ci fu quindi la possibilità di iscrivere la squadra al girone CIV del campionato di Serie C Triveneto. Nell'anno d'esordio lo Jesolo riuscì a classificarsi secondo e quindi a passare al girone Elite.
Nella stagione 2010-2011 lo Jesolo si classificò prima nel girone Elite e passò al campionato di Serie B.